# Bistum Lebus

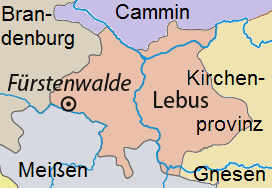
Bistum Lebus

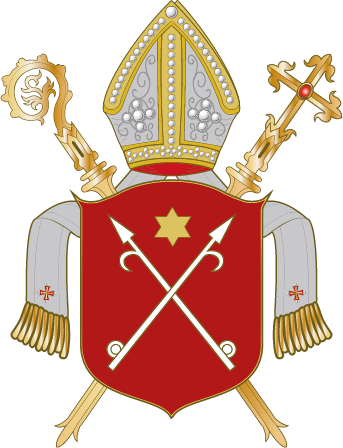
Wappen des Bistums Lebus

Das Bistum Lebus war ein kleines Bistum an der mittleren Oder vom 12. bis zum 16. Jahrhundert.
Es wurde durch den polnischen Herzog Bolesław III. Schiefmund gegründet und gehörte zur Kirchenprovinz Gnesen. Seit dem 14. Jahrhundert gehörte es zum Einflussbereich der Markgrafen und Kurfürsten von Brandenburg. Trotzdem gehörte es bis zu seiner Auflösung 1555 zur Kirchenprovinz Gnesen.
Der Sitz des Bistums lag in Lebus (1124–1276), Górzyca (Göritz) (1276–1325), Lebus (1354–1373/85) und Fürstenwalde (1385–1558). Das Gebiet erstreckte sich in das heutige Land Brandenburg und die polnische Woiwodschaft Lebus. Es grenzte westlich an das Bistum Brandenburg, nördlich an das Bistum Cammin und südlich an das Bistum Meißen an.

## Geschichte

### Lebus (1124/25–1276)
Das genaue Gründungsjahr des Bistums ist nicht bekannt. Wahrscheinlich wurde es um 1124 vom polnischen Herzog Bolesław III. gegründet. Von 1133 ist die älteste Erwähnung erhalten. Die Bistumsgründung war eine Bekräftigung des territorialen Herrschaftsanspruchs auf Gebiete beiderseits der mittleren Oder gegen Kaiser Heinrich V. Das neue Bistum wurde dem Erzbistum Gnesen als Suffragandiözese eingegliedert und blieb dies auch trotz gegenteiliger Ansprüche des Erzbistums Magdeburg. Die Bischöfe waren häufig bei den Synoden in Gnesen anwesend.
Es wurde eine Kathedrale auf dem Burgberg in Lebus errichtet. Diese war dem heiligen Adalbert von Prag geweiht.
Im 13. Jahrhundert gehörte das Bistum zum Machtbereich der Herzöge von Schlesien. 1254 ging das Gebiet des Domstifts an das Erzbistum Magdeburg über. In der Folgezeit entstanden Spannungen zwischen den Ansprüchen polnischer und magdeburgischer Vertreter um den Einfluss im Bistum.

### Göritz (nach 1276–1325)
Nachdem die Stadt Lebus unter brandenburgische Herrschaft gekommen war, wurde der Bischofssitz 1276 nach Göritz östlich der Oder verlegt.
Im Zuge der nach dem Aussterben der Askanier erneut entflammten Auseinandersetzungen um die politische Macht in der Mark Brandenburg vertraten die Lebuser Bischöfe die polnischen Interessen. Bischof Stephan II. unterstützte offen König Władysław I. Ellenlang, der mit polnischen und litauischen Truppen in die Neumark einfiel. Als Vergeltung ließ Markgraf Ludwig I. im Jahre 1325 den Bischofssitz und die Kathedrale in Göritz durch seinen Lebuser Landeshauptmann Erich von Wulkow zerstören.
Stephan II. floh nach Polen. 1350 wurde ein geplanter Umzug des Bistums nach Frankfurt (Oder) vom Kurfürsten und von der Stadt Frankfurt abgelehnt.

### Lebus (1354–1373)
Nachdem Bischof Heinrich Bentsch 1354 mit Markgraf Ludwig II. eine Einigung über die Rückgabe des bischöflichen Besitzes erzielt hatte, erfolgte in Lebus nördlich der Burg der Bau eines neuen Doms und die Stadt wurde wieder zum Bischofssitz.

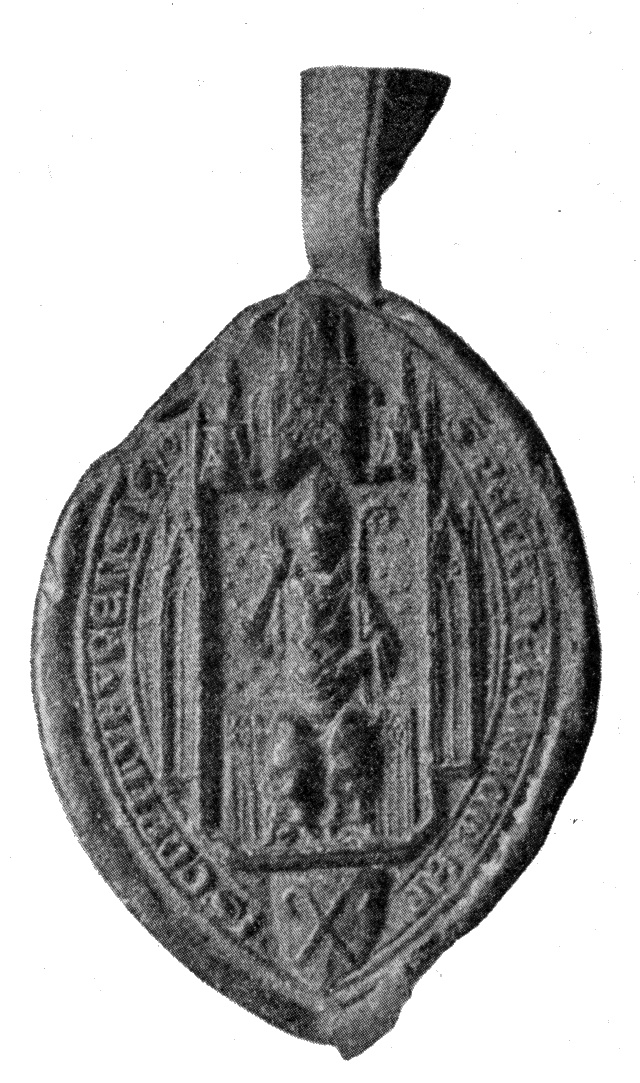
Siegel des Bischofs von Lebus an einer Urkunde vom 20. September 1370

Bei den Kämpfen der Häuser Luxemburg und Wittelsbach um das Kurfürstentum Brandenburg wurde die Kathedrale in Lebus 1373 durch Truppen Karls IV. zerstört und nicht wieder aufgebaut.

### Fürstenwalde (1373/85–1598)
Neuer Bischofssitz wurde ab 1373 Fürstenwalde/Spree, 1385 wurde der dortige Dom St. Marien Fürstenwalde zur Kathedrale geweiht. Die Bischöfe Dietrich von Bülow, Georg von Blumenthal und Johann Horneburg waren mit ihrem Bischofsamt auch die ersten Kanzler der Universität Viadrina in Frankfurt (Oder).

#### Reformation
Im Gebiet östlich der Oder, das seit 1535 zur Markgrafschaft Neumark gehörte, wurde bald danach die Reformation durch Markgraf Johann eingeführt, in den Gebieten westlich der Oder 1540 durch Kurfürst Joachim II.
Ausgenommen blieben die Gebiete, die zum weltlichen Besitz des Domstifts gehörten. Diese blieben katholisch, da sich die Bischöfe bis 1555 der Reformation widersetzten.
Erst 1557 wurde durch den Kurfürstenenkel Joachim Friedrich auch in den Stiftsgütern von Lebus die Reformation eingeführt. Seit 1565 fanden in der einstigen Bischofsstadt Fürstenwalde keine Heiligen Messen mehr statt.
1598 hörte das Bistum auf zu existieren, nachdem Joachim Friedrich Kurfürst wurde.

## Struktur und Organisation

### Bischof und Domkapitel
Das Bistum wurde vom Bischof von Lebus geleitet. Dieser wurde vom Domkapitel gewählt und unterstützt.

### Kathedralen
- Dom St. Adalbert in Lebus (nach 1124–1276) (Schlossberg)
- Dom St. Marien in Göritz (1276–1325)
- Dom St. Marien in Lebus (nach 1346–1373) (Berggarten?)
- Dom St. Marien in Fürstenwalde (1385–1558)

### Diözese
Die Diözese war in acht Dekanate eingeteilt. 1400 waren dies
- Frankfurt, mit 15 Kirchen
- Falkenhagen, mit 26 Kirchen
- Müncheberg, mit 25 Kirchen
- Seelow, mit 12 Kirchen
- Drossen, mit 42 Kirchen
- Zielenzig, mit 19 Kirchen
- Reppen, mit 10 Kirchen
- Küstrin, mit 18 Kirchen

Ursprünglich hatte sich das Gebiet der Diözese wahrscheinlich noch weiter im Süden in die Niederlausitz (über die Schlaube) und im Osten in die Neumark (bis zur Warthe, mit Landsberg und Zehden) erstreckt. Im Bistum Lebus gab es nur ein Archidiakonat.
Im 16. Jahrhundert wurden die Ämter Lebus, Fürstenwalde und Beeskow gebildet. Diese leisteten Abgaben in Höhe von insgesamt 19.000 bis 20.000 Gulden jährlich. (Zum Vergleich verfügte das Bistum Havelberg lediglich über 7.000 Gulden.)

### Besitz
Das Bistum besaß umfangreiche Besitzungen im Land Lebus, sowie in Kleinpolen, Schlesien, Niederlausitz und Großpolen.
Land Lebus
- westlich der Oder
  - Seelow (seit vor 1252)
  - Wuhden (seit vor 1252)
  - Mahlisch (seit 1308)[9]
  - Werbig (seit 1311)[10]
  - Zernickow (seit 1317)
  - Golzow (seit 1308)[11]
  - Zechin (seit 1312)
  - Schönfließ (seit 14. Jahrhundert)
  - Letschin (seit 1379)
  - Rosengarten (1538–1598)
- östlich der Oder
  - Göritz (seit vor 1252)
  - Drossen (vor 1252 bis vor 1317)

Niederlausitz
- Herrschaft Storkow (1518–1556)
- Herrschaft Beeskow (1518–1556)

Schlesien
- Borek (Großdorf) mit umliegenden Dörfern (vor 1232–1553)
- einige Dörfer im Land Sagan

Großpolen
- Kazimierz (Woiwodschaft Kalisz) mit 12 Dörfern (1252)

Kleinpolen
- Opatów mit 14 Dörfern (vor 1252–1520)
- Momina, mit 6 Dörfern (seit vor 1284)
- weitere Dörfer und Streubesitz

Residenzen der Bischöfe befanden sich in
- Lebus, 1124/1125–1248, 1354–1373, und dann wieder im 15./16. Jahrhundert
- Breslau, ein Haus auf der Sandinsel (Auf dem Sande) spätestens seit dem 13. Jahrhundert, wahrscheinlich häufiger Aufenthaltsort der Bischöfe im 13./14. Jahrhundert
- Göritz, 1252 im Besitz des Bistums, nach 1276 Umzug des Domstifts, nur 1290 als Ausstellungsort des Bischofs erwähnt, 1325 zerstört
- Borek in Schlesien, 1232 Aufenthaltsort eines Bischofs
- Frankfurt (Oder), spätestens seit 13. Jahrhundert, 1250 als neuer Bischofssitz abgelehnt vom Kurfürsten
- Seelow, 1287 erstmals als Aufenthalt des Bischofs erwähnt, 1358 ein Haus, nur noch 1362 Aufenthalt erwähnt[12]
- Biskupice bei Opatów, 1300 erwähnt, dann verlassen
- Opatów, spätestens 1300, danach Bau eines Schlosses
- Fürstenwalde, nach 1373 Bau der Residenz
- Storkow, 1518–1556 Burg Storkow

### Klöster
Im Bistum gab es die Klöster der Franziskaner und Kartäuser in Frankfurt an der Oder, sowie Komtureien des Templer- und des Johanniterordens.